# کشور شگفت‌انگیز
کشور شگفت‌انگیز (انگلیسی: The Wonderful Country) یک فیلم در ژانر وسترن به کارگردانی رابرت پریش محصول سال ۱۹۵۹ کشور ایالات متحده آمریکا است.

## بازیگران
- رابرت میچام در نقش Martin Brady
- جولی لاندن در نقش Helen Colton
- گری مریل در نقش Maj. Stark Colton
- پدرو آرمنداریز در نقش Don Cipriano
- آلبرت دکر در نقش Texas Ranger Capt. Rucker
- چارلز مک‌گرا در نقش Dr. Herbert J. Stovall
- Satchel Paige در نقش Sgt. Tobe Sutton
- آنتونی کاروسو در نقش Santiago Santos
- Mike Kellin در نقش Pancho Gil
- Víctor Manuel Mendoza در نقش 	Gen. Marcos Castro
- جی نووللو در نقش Diego Casas
- جان بنر در نقش Ben Sterner
- مکس اسلاتن در نقش Ludwig 'Chico' Sterner